# Romani (Sant'Anastasia)
Romani è una contrada nei pressi di Madonna dell'Arco, frazione del comune di Sant'Anastasìa. Si trova a circa 3 km dal capoluogo comunale ed 1 km dal santuario della Madonna dell'Arco.
Romani deve il suo nome ad un riferimento al campo romano, ove sono ritrovate antiche presenze della civiltà romana, come l'acquedotto Claudio, mura e vestigi archeologiche. Sono presenti in tale area antichi casali, precedenti al 1500, come la Preziosa, Santa Maria delle Grazie, i Costanzi, i Vecchiulli e i Guadagni. 
Romani era una volta ben separata da Sant'Anastasia; oggi, insieme con Sant'Anastasia e il centro di Madonna dell'Arco, è parte integrante di un'unica conurbazione.

## Toponimo
Il toponimo è dovuto all'antica denominazione di quella zona, il "Campus Romanus", nonché alla presenza di numerose famiglie che popolavano (e che popolano ancora oggi) quelle terre, aventi "Romano" come cognome. È ipotizzabile una stretta connessione tra il toponimo Campus Romanus e la discendenza del cognome Romano.

## Geografia antropica

### Urbanistica
Il quartiere è di aspetto moderno: si alternano viali larghi e parchi popolosi. Tale sviluppo ha avuto un boom tra la fine degli anni ottanta e l'inizio degli anni novanta del Novecento, ciò è in parte dovuto alla vicinanza al santuario della Madonna dell'Arco, ma anche perché l'iniziale status del parco Vesuvio non impediva come oggi l'edilizia su tutto il territorio comunale, ma solo al di sopra della linea tracciata dalla ferrovia Circumvesuviana. Romani si trova ben più giù di tale linea, da qui la possibilità di costruire parchi e palazzi. Dal P.R.G. fu realizzata un'estensione residenziale per usufruire di alloggi al servizio dell'attività produttiva a valle, ad esempio per l'Alfa Romeo. Non è un caso che siano stati costruiti proprio in questa zona i moderni parchi destinati all'edilizia popolare della legge 167. Questo continuo crescendo urbano ha modificato i confini tra le varie zone, ed ha prodotto una forte integrazione tra gli abitati di Romani, Madonna dell'Arco e del centro di Sant'Anastasia. 
Romani ospita la chiesa di San Francesco d'Assisi ai Romani e il campo comunale Agostino De Cicco, che ospita il Sant'Anastasia Calcio 1945 ("Stasia"), squadra di calcio di Sant'Anastasia, militante in Promozione Campania.

## Trasporti e viabilità
Romani è coperta da diverse fermate di trasporti pubblici sia municipali che provinciali. La fermata ferroviaria più vicina è Madonna dell'Arco della ferrovia Circumvesuviana. Romani è anche attraversata da alcune strade provinciali che la mettono in contatto con i vicini centri di Pomigliano d'Arco, Pollena Trocchia, Cercola e Volla. L'autostrada più vicina è l'A16 (casello di Pomigliano d'Arco).